# Sonja Hasler
Sonja Hasler (* 20. Juli 1967 in Walterswil BE) ist eine Schweizer Moderatorin und Redaktorin. Sie arbeitet als Morgenproduzentin bei Radio SRF 1.

## Leben
Hasler studierte Germanistik, Theologie und Psychologie in Bern und San José in Costa Rica. Darauf arbeitete sie als freie Mitarbeiterin bei Radio extraBERN, der Berner Zeitung und dem Langenthaler Tagblatt. 1994 bis 1996 arbeitete sie als Sportredaktorin beim Schweizer Radio DRS. 1997 wechselte sie in die Nachrichtenredaktion von DRS, bei der sie bis 2000 tätig war. Bis ins Jahr 2005 war sie als Gesprächsleiterin beim Tagesgespräch (SRF) engagiert, ebenfalls bei Radio DRS. 2006 wechselte sie in die Redaktion der Sendung Rundschau und war dort bis Sommer 2013 als Moderatorin aktiv. 2009 übernahm sie zusätzlich die Moderation der politischen Diskussionssendung Arena auf SRF 1, welche sie bis 2014 leitete. Nach einer beruflichen Auszeit begann Hasler im August 2015 beim Radio SRF 1 mit der Moderation der Gesprächssendung Persönlich.
Im Frühling 2022 entschied sich Sonja Hasler die Moderation von Persönlich abzugeben. Weiterhin zu hören ist Hasler in der Morgensendung bei Radio SRF 1 als Morgenproduzentin. 
Neben ihrer Tätigkeit beim Radio ist Hasler im Winter auch als Skilehrerin in Amden tätig.